# ایرینا زیلبر
ایرینا زیلبر (روسی: Ирина Александровна Зильбер؛ زادهٔ ۱۸ نوامبر ۱۹۸۳) ژیمناست ریتمیک اهل روسیه است.
وی همچنین برندهٔ جوایزی همچون نشان دوستی شده‌است.
وی در مسابقات کشوری و بین‌المللی در مجموع برندهٔ ۱ مدال طلا شده‌است.